# Хмелева (Тюменская область)
Хмелева — деревня в Тобольском районе Тюменской области России, административный центр Хмелевское сельского поселения. 
Находится на берегу реки Тобол, в устье Тахтаирки. 
В деревне шесть улиц — Береговая, Кооперативная, Новая, Полевая, Совхозная и Центральная.

## Население
| 2010 |
| ---- |
| 260  |